# Scouts Canada
Scouts Canada est une association scoute canadienne. En partenariat avec l'Association des scouts du Canada, elle est membre de l'Organisation mondiale du mouvement scout (OMMS). Scouts Canada offre ses programmes aux jeunes garçons et filles de 5 à 26 ans.

## Programme

### Programme régulier
Scouts Canada divise son programme en cinq sections :
- Castors, âgés de 5 à 7 ans
- Louveteaux, âgés de 8 à 10 ans
- Scouts (également Scouts marins), âgés de 11 à 14 ans (possibilité jusqu'à 16 ans)
- Aventuriers (également Aventuriers marins), âgés de 14 à 17 ans
- Routiers Rovers (également Routiers marins), âgés de 18 à 26 ans

Chaque section est ouverte aux garçons et aux filles.

### Programme spécial
- MedVents (Medical Venturers) est un nouveau programme offert au Aventuriers et aux Routiers pour apprendre et fournir les premiers soins.

### Programmes à court terme
- SCOUTSabout

Le programme SCOUTSabout vise à porter la mission du scoutisme auprès d'enfants qui ne sont pas membres d'une organisation scoute. SCOUTSabout consiste en modules d'une durée de trois mois, souvent réalisés après l'école, pour rejoindre les familles qui ne veulent pas ou ne peuvent pas s'engager pour une année complète. À partir de thèmes, l'accent est mis sur les jeux organisés et l'apprentissage sans les uniformes, le programme d'écussons ou les cérémonies. SCOUTSabout s'adresse à des enfants de 5 à 10 ans.
- Aventure extrême

Le programme Aventure extrême permet à des jeunes de 14 à 17 ans de planifier et réaliser des aventures à court terme. Ces aventures peuvent être une randonnée pédestre, du camping sur une longue période ou un voyage à l'étranger pour y réaliser du travail humanitaire. Ce programme vise à atteindre l'objectif du scoutisme auprès de jeunes qui ne sont pas membres de l'organisation. Aucun uniforme ou cérémonie n'est associé à ce programme. Son but est de développer un esprit de leadership et d'estime de soi tout en travaillant au sein de la communauté, objectif également partagé par le programme régulier. Le programme est basé sur le Venturer Amory Adventure Award.

### Principales récompenses
Scouts Canada offre de nombreuses récompenses à ses membres :
- Le Chief Scout's Award, créé en 1973, est la plus haute distinction de la section Scout.
- Le Queen's Venturer Award est la récompense la plus élevée du programme Aventurier. Lorsqu'en 1968 l'âge limite du programme Scout a été revu de 17 à 14 ans, le niveau Aventuriers fut créé pour les jeunes de 14 à 17 ans. Dans la foulée de ces changements, le Queen's Scout Award fut remplacé par le Queen's Venturer Award.
- Le Amory Adventure Award est décerné à une compagnie d'Aventuriers ayant fait preuve d'initiative dans la conception, la planification et la réalisation d'une activité extérieure.

### Programme d'écussons
L'emblème de Scouts Canada incorpore la feuille d'érable du drapeau canadien avec deux bâtons pour créer un feu de camp stylisés.

### Camps
Scouts Canada exploite environ 200 camps à travers le Canada, dont les plus fameux sont ceux d'Impeesa Extreme, Camp Byng et les réserves scoutes de Haliburton et Tamaracouta. Le camp de Tamaracouta est considéré comme le plus ancien camp scout toujours en opération dans le monde.

## Historique
Au printemps de 1908, quelques mois seulement après la publication en Angleterre du livre Scouting for Boys, le scoutisme fit son apparition au Canada. En 1910, Robert Baden-Powell écrivait à Earl Grey, alors Gouverneur général du Canada, pour lui demander d'organiser le scoutisme au Canada. Le mouvement était alors sous la responsabilité du département outre-mer de la Boy Scout Association et le demeura jusqu'à ce que le Conseil général de l'Association des Boy Scout du Canada soit incorporé le 12 juin 1914 par une loi du Parlement. Le conseil général canadien continua d'être une branche de la Boy Scout Association jusqu'au 30 octobre 1946 quand il devint un membre indépendant de la conférence mondiale du scoutisme, devenu aujourd'hui l'Organisation mondiale du mouvement scout. Une modification ultérieure à la loi du Parlement changea le nom de l'organisation pour Boy Scout of Canada. Le logo de Scouts Canada fut créé en 1976 et l'organisation adopta dans ses statuts le nom de Scouts Canada. Ce changement de nom fut officialisé en 2007.
En 1972, les membres féminins furent admis dans le cadre de la section Routiers. Cette règle fut élargie en 1984 pour la section Aventuriers. La mixité devint une option pour toutes les sections du programmes en 1992 et une politique en 1998.

## Organisation
Scouts Canada est divisé en une vingtaine de conseils, chacun représentant une province entière ou une partie importante de celle-ci. Chaque conseil est dirigé par un commissaire nommé par le commissaire exécutif (le membre le plus haut placé par rapport au Conseil des gouverneurs). Les conseils sont divisés en zones, chacune dirigée par un commissaire régional nommé par le commissaire du conseil.
Scouts Canada a deux associations scoutes affiliés:
- Association des scouts du Canada
- Association des scouts de l'Armée du Salut

Le Canada est le seul pays où plus d'une association de scoutisme est reconnue officiellement par l'OMMS. Scouts Canada et l'Association des Scouts du Canada sont divisées par la langue. Un certain nombre d'autres pays ont également plus d'une association scoute mais jointes sous la gouverne d'une fédération nationale membre de l'OMSS. Scouts Canada et l'Association des scouts du Canada envoient une délégation commune aux réunions de l'Organisation Mondiale du Mouvement Scout, coordonnée par le Comité sur la coopération.
Chaque gouverneur général depuis Earl Grey a été soit le Chef scout pour le Canada (avant 1946) ou le Chef scout du Canada (après 1946).

## Jamborees

### Jamboree scout canadien
Le Jamboree scout canadien (CJ) est un jamboree organisé par Scouts Canada pour les membres des sections scoutes et aventuriers. Bien connu sur la scène internationale, le jamboree attire généralement la participation de plusieurs troupes étrangères, notamment en provenance des États-Unis. Le CJ prévu pour 2005 dut être annulé peu après la tenue du CJ'01 par crainte d'un épuisement de la part des bénévoles. Le CJ'07, annoncé en 2004, fut le premier à avoir lieu dans un camp scout.

#### Liste des jamborees
- 1949: 1er Jamboree canadien, Connaught Ranges, Ottawa, Ontario : 2 579 participants.
- 1953: 2e Jamboree canadien, Connaught Ranges, Ottawa, Ontario. 1 196 participants.
- 1961: 3e Jamboree canadien, Connaught Ranges, Ottawa, Ontario. 2 095 participants.
- 1977: 4e Jamboree canadien, Cabot Beach Provincial Park, Îsle du Prince-Édouard. 16 000 participants.
- 1981: 5e Jamboree canadien, Kananaskis, Alberta. 19 000 participants.
- 1985: 6e Jamboree canadien, Guelph Lake Conservation Area, Guelph, Ontario. 12 000 participants.
- 1989: 7e Jamboree canadien, Port-la-Joye—Fort Amherst, Îsle du Prince-Édouard. 10 000 participants.
- 1993: 8e Jamboree canadien, Kananaskis, Alberta. 12 000 participants.
- 1997: 9e Jamboree canadien, Boulevard Lake Park, Thunder Bay, Ontario. 13 879 participants.
- 2001: 10e Jamboree canadien, Cabot Beach Provincial Park, Îsle du Prince-Édouard. 14 000 participants.
- 2007: 11e Jamboree canadien, Réserve scoute de Tamaracouta, Québec. 7 000 participants.
- 2013: 12e Jamboree canadien, Camp Woods, Sylvan Lake, Alberta.
- 2017: 13e Jamboree canadien, Camp Nedooae, Nova Scotia.

### Jamborees mondiaux tenus au Canada
- 8e Jamboree mondial, Niagara-on-the-Lake, Ontario
- 15e Jamboree mondial, Kananaskis, Alberta